# 2 + 2 = 5

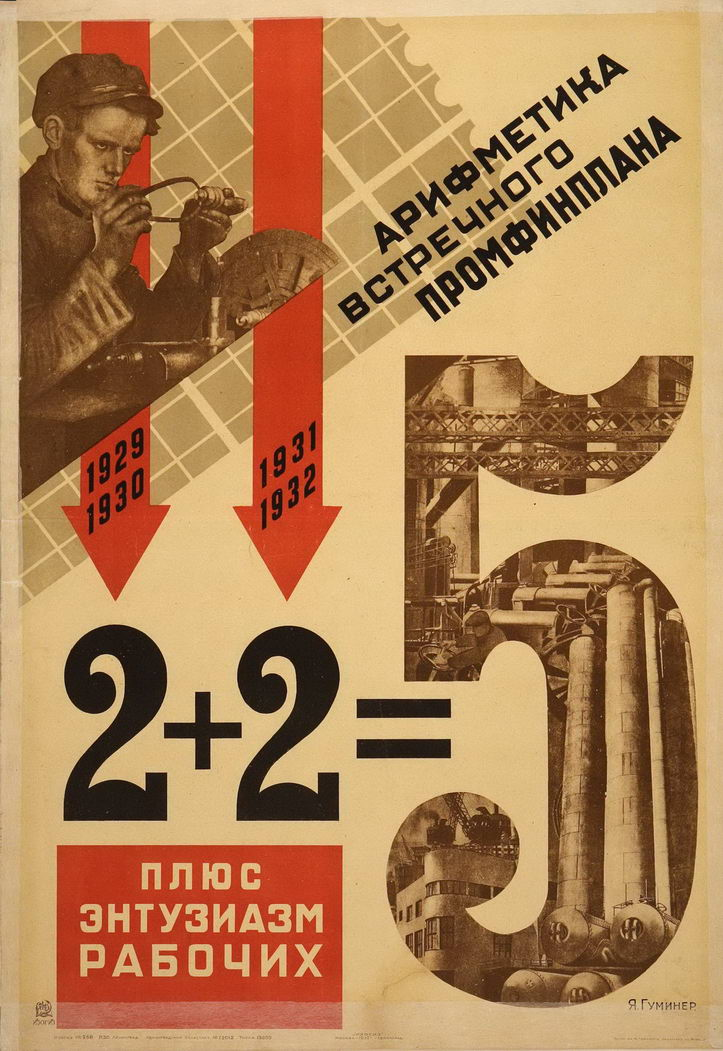

عبارة اثنين زائد اثنين يساوي خمسة (2 + 2 = 5) هي شعار استُخدم في الكثير من وسائل الإعلام المختلفة، ولكن العبارة تحديدا وردت في رواية رواية ألف وتسعمائة وأربعة وثمانون لجورج أورويل كمثال على دوغما من الواضح خطأها والمطلوب من كل واحد تصديقها. مثل الشعارات الخاطئة قطعا والتي استعملتها الحكومة الشمولية في الرواية نفسها. وهذه العبارة متناقضة مع عبارة اثنان زائد اثنان يساوي أربعة وهي الحقيقة الواضحة التي لا جدال فيها لكنها غير مجدية سياسيا. واستعمل بطل الرواية وينستون سميث هذه العبارة ليتساءل لو أن الدولة أعلنت بأن اثنان زائد اثنان يساوي خمسة حقيقة لا يمكن إنكارها، ويعتبر لو أن الجميع صدق هذا فهل سيجعلها ذلك حقيقية؟ محقق حزب الداخلية لفكر المجرمين، أوبراين، يقول البيان كاذب رياضيا أن السيطرة على الواقع المادي هو غير مهم. طالما واحد يسيطر على واحدة من التصورات الخاصة للحزب، فإن أي فعل عيني هو ممكن، وفقا لمبادئ التفكير المزدوج («أحيانا تكون خمسة وأحيانا تكون ثلاثة، وأحيانا تكون هم جميعا في وقت واحد») 

## تاريخ

### سلك العملة
أقدم استخدام معروف لهذه الفكرة (اثنين واثنين يمكن أن يصبح بطريقة ما خمس) وُجدت في رسالة اللورد بايرون عام 1813 إلى التي ستكون زوجته قريبا آن إيزابلا ملبانك والتي كتب فيها: «أنا أعرف أن اثنين واثنين يساوي أربعة، ويجب أن أكون سعيدا لإثبات ذلك أيضا إذا استطعت، على الرغم من ذلك يجب أن أقول إذا كانت هناك طريقةً ما تمكنني من تحويل 2 و2 إلى خمس سوف تعطيني متعة أكبر بكثير».

### فيكتور هوغو وفيودور دوستويفسكي
في رواية الإنسان الصرصار للكاتب فيودور دوستويفسكي، يدعم بطل الرواية ضمنياً فكرة أن اثنين واثنين يساوي خمسة، وتكرر أن اثنين في اثنين لا يساوي أربعة في عدة فقرات. هدفه ليس الأيديولوجية، ولكن بدلاً من ذلك، اقترح أنه من الإرادة الحرة في اختيار أو رفض ما هو منطقي أو غير منطقي هو ما يجعل البشري إنساناً. ويضيف: «أعترف بأن مرتين اثنين يساوي أربعة هو أمر ممتاز، ولكن إذا أردنا أن نعطي كل شيء واجبه، فمرتين اثنين يساوي خمسة في بعض الأحيان شيء ساحر جدا جدا.»
كان دوستويفسكي يكتب في عام 1864. ومع ذلك، وفقا لرودريك ت. لونغ، كان فيكتور هوغو يستخدم هذه العبارة قبله في 1852. حين اعترض على طريقة الغالبية العظمى من الناخبين الفرنسيين الذين أيدوا نابليون الثالث، المصادقة على الطريقة التي تم تجاهل القيم الليبرالية فيها في انقلاب نابليون الثالث.
في نابليون لو بوتي، فيكتور هوغو يقول: «الآن، حصلت على 7500000 صوتا مقابل أن تعلن اثنين واثنين يساوي خمسة، أن الخط المستقيم هو أطول الطرق، والكل أقل من الجزء، الحصول على ثمانية ملايين، عشرة ملايين، مئات الملايين من الأصوات، فلن تتقدم خطوة». هنا، هوغو ردد في وقت سابق الفكر الفرنسي للسييس، في كتابه «ما هو العقار الثالث؟» استخدم هذه العبارة: «وبناء على ذلك إذا ادعى أنه وفقا للدستور الفرنسي، 200,000 من أصل 26 مليون مواطن يشكلون ثلثي الإرادة المشتركة، تعليق واحد فقط ممكن: وهو الادعاء بأن اثنين واثنين يساوي خمسة.»
فمن المعقول جدا أن دوستويفسكي كان هذا في اعتباره. وكان قد حكم عليه بالإعدام لمشاركته في مجموعة نقاش فكرية متطرفة. وقد خفف الحكم إلى السجن في سيبيريا، وقال إنه تم تغيير آرائه بحيث أنها تناسب مع التسميات التقليدية.
ويبدو أن الفكرة كانت ذو أهمية للأدب والثقافة الروسية. كتب أيفان تورغينيف في الصلاة، واحدة من قصائده في النثر «أيا كان يصلي الرجل، وقال إنه يصلي من أجل حدوث معجزة كل صلاة يقل لنفسه هذا: إن الله عظيم، منح ذلك مرتين اثنين لا يكون أربعة.» كما يقال مشاعر مماثلة لتكون من بين الكلمات الأخيرة لليو تولستوي عندما دعا إلى تحويل الكنيسة الروسية الأرثوذكسية: «حتى في وادي ظل الموت، اثنين واثنين لا تساوي ستة.» حتى تتحول من بين القرن استخدمت كتاب الأعمدة في الصحف الروسية عبارة تشير إلى الارتباك المعنوي في هذا العصر.

### التخطيط السوفيتي
بدأ الاتحاد السوفييتي أول خطة اقتصادية لمدة خمس سنوات في عام 1928. أهدافها كانت طموحة منذ البداية، حيث كانت تسعى للتحول الفوري للاتحاد السوفياتي إلى دولة صناعية، وكانت النتائج المترتبة على ضعف الأداء خلال الخطة الصارمة. المدراء اعترفوا بأخطأ اهدافها، حتى تم تنقيح هذه الأهداف إلى أعلى، ويمكن أن تكون مشحونة مع تحطيم الاقتصادي. بعد أن أشارت الإحصاءات الصادرة عن السنتين الأوليين أن الخطة كانت قبل الموعد المحدد، أعلن جوزيف ستالين أن الخطة ستكتمل في غضون أربع سنوات. داعية Iakov Guminer بدعم هذه الحملة مع القراءة 1931 ملصق «2 + 2 = 5: الحساب من خطة مكافحة بالإضافة إلى الحماس للعمال». أعلن ستالين الخطة نجاحا في بداية عام 1933، مشيرا إلى إنشاء العديد من الصناعات الثقيلة حيث لم تكن موجودة. في الوقت نفسه، حث التخطيط أكثر حذرا في المستقبل.